# Muezin

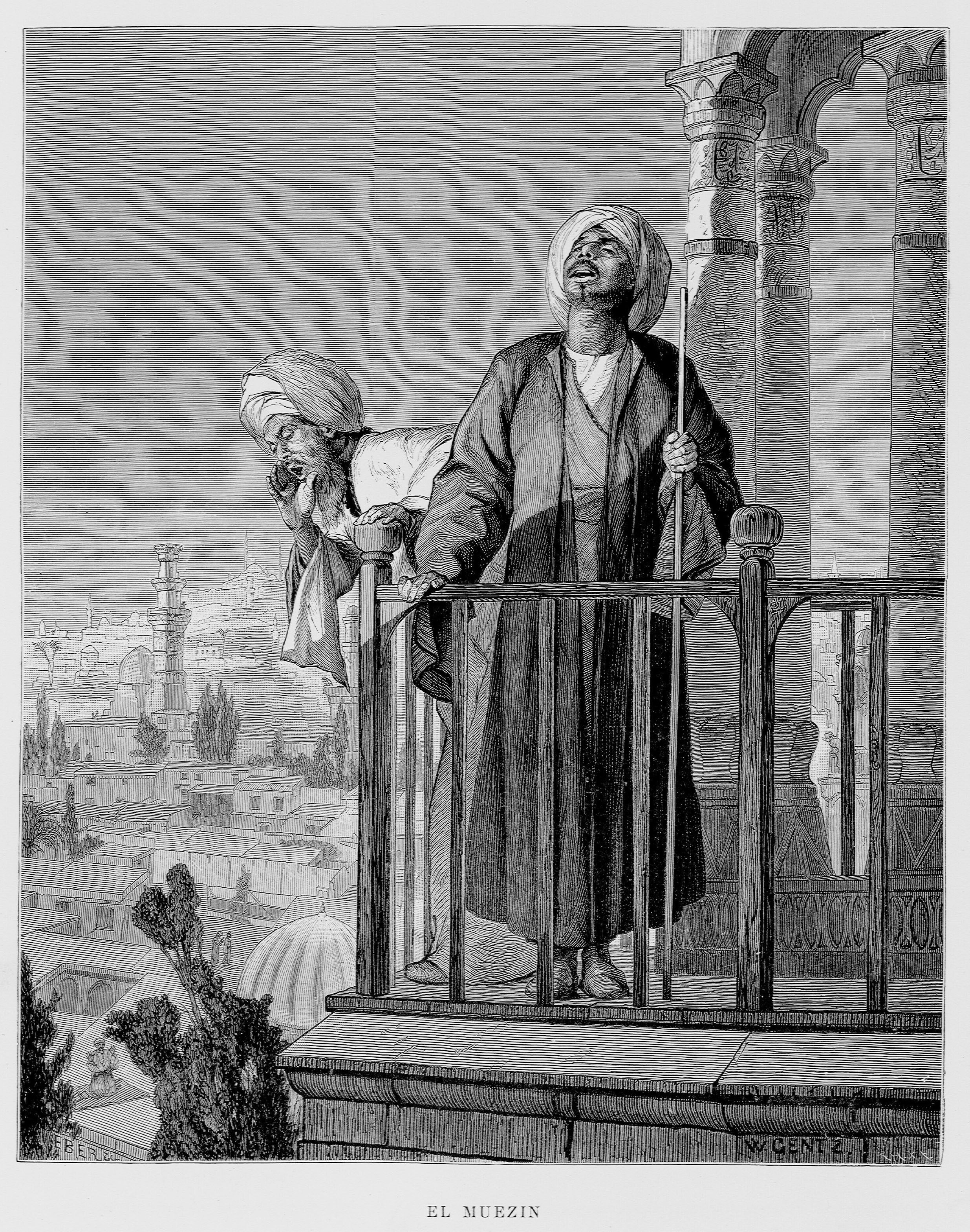
Imagine Muezin

Un muezin cheamă credincioșii la rugăciune

Muezinul (în arabă مُؤَذِّن) este persoana din cadrul unei moschei responsabilă cu chemarea la rugăciune (adhan), de obicei dintr-un minaret.

## Etimologie
Cuvântul muezin (pronunțat muʾadh·dhin) înseamnă cel care cheamă și prezintă aceeași rădăcină semantică (ʾadhina أَذِنَ a asculta) cu cuvintele adhan أَذَان‎ (chemare la rugăciune) și ʾuḏun أُذُن (ureche).

## Istoric
Odată cu sosirea la Medina, musulmanii au vrut să se roage, însă nu știau exact perioadele și modalitatea de chemare la rugăciune. Unii dintre ei au zis să utilizeze un clopot precum creștinii, alți au zis să folosească o trompetă ca evreii, însă în cele din urmă s-a decis ca să se utilizeze vocea umană pentru chemarea la rugăciune. Primul muezin a fost Bilal bin Rabah și a fost ales de însuși Muhammad.
Primele chemări la rugăciune au fost realizate de pe acoperișurile clădirilor sau de la ferestrele unor etaje superioare datorită faptului că primele moschei construite nu aveau minarete.
În anul 630, odată cu cucerirea orașului Mecca, Bilal s-a urcat pe Kaaba și a chemat credincioșii la rugăciune.

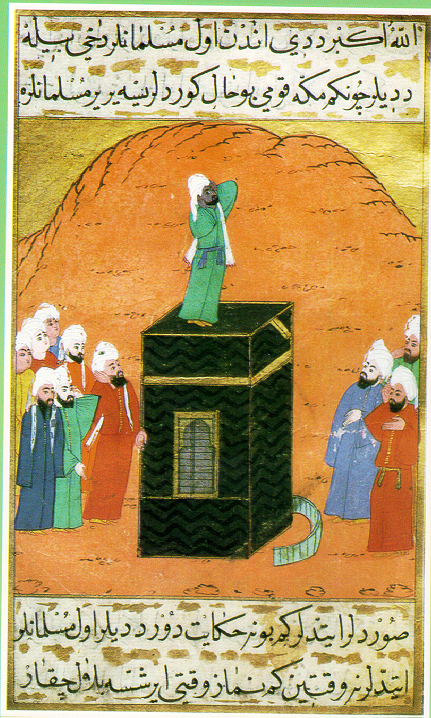
Înfățișare a lui Bilal urcat pe Kaaba în timpul chemării la rugăciune

## Atribuții și responsabilități

### Atribuții de bază
Atribuțiile de bază ale unui muezin sunt strâns legate de anunțarea la timp a rugăciunilor zilnice, precum începerea/sfârșitul Ramadanului, respectiv a perioadei de post, anunțarea începerii rugăciunii de Vineri. Pentru serviciile sale, muezinul nu este obligatoriu să fie răsplătit financiar deoarece îndeplinește o datorie religioasă, acesta poate însă primi cadouri/donații.
O cutumă religioasă afirmă faptul că este de preferat ca muezinul să fie o persoană oarbă pentru a nu se putea uita din minaret în curțile oamenilor.

### Diferența dintre muezin șiimam
Imamul este un lider spiritual ales pe baza cunoștințelor despre Coran, Sunna și alte legi sau texte islamice, muezinul este ales în principal pentru capacitățile sale vocale și melodice. Imamul este cel care conduce rugăciunea din cadrul unei moschei, pe când muezinul doar cheamă credincioșii la rugăciune.

### Diferența dintre muezin și muwaqqit
La începuturile islamului era foarte dificilă stabilirea exactă a perioadei pentru cele 5 rugăciuni zilnice și de asemenea direcția către Mecca. Pentru a rezolva aceste probleme a fost înființată instituția muwaqqit-ului. Acesta era o persoană cu cunoștințe de astronomie care se putea orienta după astre pentru a stabili exact perioada zilei și punctele cardinale. Deseori muezinul putea îndeplini și sarcinile muwaqqit-ului dacă deținea cunoștințele necesare.

### Chemarea la rugăciune
Pentru chemarea la rugăciune, muezinul se așează cu fața în direcția (qiblah) sanctuaruluiKaaba, punctul central al religiei islamice, care se află în Mecca. Acesta ar trebui să se uite la nord, respectiv la sud, pe timpul recitării celor două sintagme (Hayya ‘ala s-Salah, respectiv Hayya ‘ala l-Falah) menținându-și corpul orientat spre Kaaba.
Există 5 rugăciuni zilnice (salāt), iar chemarea la acestea este aproape identică, fiecare frază repetându-se de un număr fix de ori:
- 4x ﷲ أكبر                Allahu Akbar (Dumnezeu este Mare);
- 2x أشهد لا اله إلا ﷲ       Ashhadu alla ilaha illa-llah (mărturisesc că nu există [dumne]zeu decât Dumnezeu);
- 2x أشهد أن محمدا رسول ﷲ  Ashhadu anna Muhammadan rasulu-llah (mărturisesc că Muhammad este trimisul lui Dumnezeu);
- 2x حي على الصلاة          Hayya ‘ala s-Salat (veniți la rugăciune);
- 2x حي على الفلاح          Hayya ‘ala l-Falah (veniți la mântuire);
- 2x الصلاة خير من النوم    As-salatu khayru min an-nawm (rugăciunea este mai bună decât somnul) - frază rostită doar la Fajr (rugăciunea din zori).
- 2x ﷲ أكبر                Allahu Akbar (Dumnezeu este cel mai mare);
- 1x لا إله إلا ﷲ            La ilaha illa-llah (nu există alt [dumne]zeu decât Dumnezeu).[9]

Pe timpul chemării la rugăciune, muezinului îi este recomandat să își acopere urechile. Acest lucru ajută să se concentrareze pe linia melodică.

## Evoluție
Dacă în trecut, prezența muezinului era indispensabilă chemării la rugăciune, în această perioadă, odată cu dezvoltarea tehnologiei, rolul acestuia poate fi preluat de o înregistrare audio, sau tehnică audio. Aceasta poate ajuta muezinul prin amplificarea vocii pentru a ajunge la cât mai mulți credincioși.